# 埃爾-雅泯·莫克達德
埃爾-雅泯·莫克達德（1986年7月13日—）是一名阿爾及利亞跆拳道運動員，曾代表國家參加2012年倫敦奧運的男子58公斤級跆拳道比賽，但未能獲獎。